# Giovanni Morelli
Pour les articles homonymes, voir Morelli.
Giovanni Morelli (né le 25 février 1816 à Vérone - mort le 28 février 1891 à Milan) est un critique d'art et une figure politique italienne du XIXe siècle.

## Biographie

Moreli dans son appartement à Münich en 1835.

Frontispice de Balvi magnus : das ist kritische Beleuchtung des balvischen Missale (1836) par Ernst Fröhlich. Morelli (à gauche) discute avec Fröhlich (à droite).

Giovanni Morell — il n'italianisera son nom en Morelli qu'en 1840 — naît à Vérone dans une famille protestante, ses deux parents étant de descendance suisse alémanique. Il effectue ses études secondaires à l'école cantonale d'Aarau, puis part poursuivre ses études en Allemagne, les étudiants protestants n'ayant alors pas accès aux universités italiennes. Il suit, à partir de 1832, des études de médecine et d'anatomie comparée à l'Université Louis-et-Maximilien de Munich. Parallèlement à ses études il noue des relations amicales avec plusieurs artistes, parmi lesquels Ernst Fröhlich (de), Carl Adolph Mende, Peter von Cornelius, Wilhelm von Kaulbach, Heinrich Ernst Schirmer (en) et surtout Bonaventura Genelli, avec lequel il restera très lié jusqu'à la mort de ce dernier. Il quitte Münich en 1837 afin de poursuivre des études d'anatomie comparée à l'Université Friedrich-Alexander d'Erlangen-Nuremberg, où il devient l'assistant d'Ignaz Döllinger (en), professeur d'anatomie et recteur de l'université, lui-même influencé par les travaux de Georges Cuvier, sous la direction duquel il publie en 1837 une thèse d'anatomie sur l'aine. À Berlin, il se lie d’amitié avec Alexander von Humboldt et séjourne ensuite à Paris. Il retourne en Italie pour combattre l’Autriche.
Il est élu député de Bergame en 1851 puis sénateur à vie lorsque les républicains gagnent la guerre. C'est un collectionneur fréquentant toute l’Europe. C’est lui qui attribua la Vénus Endormie, conservée à Dresde, à Giorgione (Giorgio da Castelfranco) alors qu’elle était exposée comme une copie de Titien.
Sa première publication date de 1874, elle concerne la Galerie Borghèse. Il écrit alors sous un pseudonyme russe : Yvan Lermolieff (il faut savoir qu’il était déjà sénateur à cette époque). Il va participer à développer, au XIXe siècle, l'attributionnisme et le connoisseurship. Se distinguent deux méthodes d'attribution d'œuvres d'art à un peintre, la méthode synthétique qui se base sur la mise en rapport de l’ensemble des éléments d’un tableau (de Jonathan Richardson à Roberto Longhi) et la méthode analytique. C'est cette dernière que Morelli tâchera de mettre en valeur. Il s'agit de la technique du détail qui vise à distinguer la « manière » d'un artiste. Il estime que l'âme d'un peintre peut se copier mais pas les procédés matériels. Il s'agit d'une technique que l'on pourrait presque qualifier de scientifique. Il se méfie de l’impression générale et affirme qu'il faut au contraire isoler des détails pour effectuer une comparaison efficace de la morphologie humaine. Pour choisir ces détails, il faut sélectionner des objets qui offrent une certaine constance d’un tableau à l’autre. Il va alors s'attacher aux ongles et aux oreilles (détails qui ne sont pas appris en atelier comme peuvent l'être les yeux ou la bouche).
La postérité de Morelli a consisté à conserver la validité de l’enquête mais à bien préciser que ce n’en était qu’une partie. On a gardé l’idée que sa méthode était efficace, mais qu’elle ne donnait pas lieu à une interprétation qualitative ou à un jugement esthétique.

## Ouvrages
- Le opere dei maestri italiani nelle gallerie di Monaco, Dresda e Berlino (1880)
- Studi di critica d'arte sulla pittura italiana (1890-1893)